# Veronika Bennholdt-Thomsen
Veronika Bennholdt-Thomsen (* 12. September 1944 in Seefeld in Tirol) ist eine deutsche Ethnologin und Soziologin. Seit 1966 ist sie auch in Mexiko beheimatet, erst zum Studium, dann zu Forschungen.

## Leben
Veronika Bennholdt-Thomsen wurde 1973 mit der ethnologischen Arbeit „Zur Bestimmung des Indio: Die soziale, ökonomische und kulturelle Stellung der Indios in Mexiko“ an der Philosophischen Fakultät der Universität zu Köln promoviert. An der Universität Bielefeld habilitierte sie 1982 mit der soziologischen Schrift Bauern in Mexiko, zwischen Subsistenz- und Warenproduktion.
Von Anfang an war sie in der Frauenbewegung engagiert und wurde Mitschöpferin der deutschen Frauenforschung. Von ihr erschienen zahlreiche Bücher und Artikel, die auch in mehrere Sprachen übersetzt wurden, zu folgenden Themen: Soziale Bewegungen von Bauern und Frauen, feministische Gesellschaftstheorie, alternative Wirtschaftstheorie, Matriarchatsforschung.
Bennholdt-Thomsen war an verschiedenen Hochschulen als Dozentin und Gastprofessorin tätig, so in Innsbruck, an der Universität für Bodenkultur in Wien, für „rurale Frauenforschung“ an der Humboldt-Universität zu Berlin und im Bereich Frauenstudien an der Universität Klagenfurt tätig. An der Universität Bielefeld hatte sie als Professorin auf Zeit in fünfjähriger Arbeit (1983–88) das Fach „Frauen und Dritte Welt“ aufgebaut. 1997 erhielt sie die Ernennung zur Honorarprofessorin an der Universität für Bodenkultur Wien. 2005 und 2006 beriet sie das Zentrum für Forschung und höhere Studien in Sozialanthropologie (Ciesas) in Oaxaca/ Mexiko beim Aufbau eines Magisterstudienganges, speziell hinsichtlich der Frauenforschung. Sie ist Leiterin des privaten Instituts für Theorie und Praxis der Subsistenz e. V. (ITPS) in Bielefeld.

## Schriften (Auswahl)
als Autorin:
- Bauern in Mexiko: zwischen Subsistenz- und Warenproduktion. Campus, Frankfurt am Main/New York 1982, ISBN 3-593-33167-5 (Habilitationsschrift Universität Bielefeld 1982).
- Frauen, die letzte Kolonie: Zur Hausfrauisierung der Arbeit. Rowohlt, Reinbek 1988 (1983), ISBN 3-499-12239-1 (zusammen mit Maria Mies und Claudia von Werlhof.)
- Eine Kuh für Hillary: Die Subsistenzperspektive. Frauenoffensive, München 1997, ISBN 3-88104-294-6 (zusammen mit Maria Mies).
- Frauen-Wirtschaft: Juchitán, Mexikos Stadt der Frauen. Frederking & Thaler, München 2000, ISBN 3-89405-406-9 (zusammen mit Mechthild Müser und Cornelia Suhan).
- Ohne Menschen keine Wirtschaft. Oder: Wie gesellschaftlicher Reichtum entsteht: Berichte aus einer ländlichen Region in Ostwestfalen. Oekom, München 2005, ISBN 3-936581-67-3 (zusammen mit Andrea Baier und Brigitte Holzer).
- Geld oder Leben: Was uns wirklich reich macht. Oekom, München 2010, ISBN 978-3-86581-195-0.

als Herausgeberin:
- Internationale Verflechtung und soziale Kämpfe. 2. Auflage. Olle & Wolter, Berlin 1980, ISBN 3-921241-42-1.
- Verelendungsprozesse und Widerstandsformen. Olle & Wolter, Berlin 1980, ISBN 3-88395-402-0.
- Juchitan – Stadt der Frauen: Vom Leben im Matriarchat. Rowohlt, Reinbek 1994, ISBN 3-499-13396-2 (Aufsatzsammlung).
- zusammen mit Christa Müller u. a.: Das Subsistenzhandbuch: Widerstandskulturen in Europa, Asien und Lateinamerika. Promedia, Wien 1999, ISBN 3-85371-143-X.
- zusammen mit Nicholas Faraclas und Claudia von Werlhof: There is an Alternative: Subsistence and Worldwide Resistance to Corporate Globalization. Sphinifex Press, North Melbourne, Victoria 2001, ISBN 1-84277-006-3 (englisch).